# Список глав государств в 23 году до н. э.
| 24 до н. э. ← Список глав государств по годам → 22 до н. э. |

## Азия
- Анурадхапура — Кутаканна Тисса, царь (42 до н. э. — 20 до н. э.)
- Армения Великая — Арташес II, царь (34 до н. э. — 20 до н. э.)
- Армения Малая — Артавазд I, царь (30 до н. э. — 20 до н. э.)
- Атропатена — Ассинал, царь (30 до н. э. — ок. 20 до н. э.)
- Иберия — Мириан II, царь  (30 до н. э. — 20 до н. э.)
- Индо-греческое царство — Стратон II, царь  (25 до н. э. — 10)
- Индо-скифское царство — Азес II, царь (35 до н. э. — 12 до н. э.)
- Иудея — Ирод I Великий, царь  (37 до н. э. — 4 до н. э.)
- Каппадокия — Архелай Филопатор, царь (36 до н. э. — 17)
- Китай (Династия Хань) — Чэн-ди (Лю Ао), император  (33 до н. э. — 7 до н. э.)
- Коммагена — Митридат II,  царь (38 до н. э. — 20 до н. э.)
- Корея:
  - Когурё — Тонмёнсон (Ко Чжумон), тхэван (37 до н. э. — 19 до н. э.)
  - Махан — Кё, вождь (33 до н. э. — 17 до н. э.)
  - Силла — Хёккосе, исагым (57 до н. э. — 4)
  - Тонбуё — Кымва, ван (48 до н. э. — 7 до н. э.)
- Набатейское царство — Ободат III, царь (30 до н. э. — 9 до н. э.)
- Осроена:
  - Абгар IV Сумака, царь (26 до н. э. — 23 до н. э.)
  - Ману III Сафлул, царь (23 до н. э. — 4 до н. э.)
- Парфия — Фраат IV, царь (37 до н. э. — 2 до н. э.)
- Понтийское царство — Полемон I, царь (38 до н. э. — 8 до н. э.)
- Сатавахана — Свати, махараджа (30 до н. э. — 12 до н. э.)
- Харакена — Феонесий I,  царь (ок. 25 до н. э./24 до н. э. — ок. 19 до н. э./18 до н. э.)
- Хунну — Фучжулэй, шаньюй (31 до н. э. — 20 до н. э.)
- Элимаида — Камнаскир VII,  царь (ок. 28 до н. э. — ок. 1)
- Япония — Суйнин, тэнно (император) (29 до н. э. — 70)

## Африка
- Мавретания — Юба II, царь (25 до н. э. — 23)
- Мероитское царство (Куш) — Аманирена, царица (ок. 40 до н. э. — ок. 10 до н. э.)

## Европа
- Атребаты — Коммий, вождь (ок. 50 до н. э. — 20 до н. э.)
- Боспорское царство:
  - Динамия, царица (47 до н. э. — ок. 12 до н. э.)
  - Асандр, царь (47 до н. э. — 17 до н. э.)
- Дакия — Котисо (Косон), вождь (ок. 40 до н. э. — ок. 9 до н. э.)
- Ирландия — Лугайд Риаб н-Дерг, верховный король (33 до н. э. — 9 до н. э.)[1]
- Одрисское царство (Фракия):
  - Котис VII, царь астов (31 до н. э. — 18 до н. э.)
  - Котис II, царь сапеев (42 до н. э. — 15 до н. э.)
- Римская империя:
  - Октавиан Август, римский император (27 до н. э. — 14)
  - Октавиан Август, консул (23 до н. э.)
  - Гней Кальпурний Пизон, консул (23 до н. э.)

## Галерея
- Октавиан Август 
 27 до н.э.—14 
 Император Римской империи
- Фраат IV 
 37 до н.э.— 2 до н.э. 
 Царь Парфии
- Ирод I Великий  
 37 до н.э.— 4 до н.э. 
 Царь Иудеи
- Суинин 
 29 до н.э.—70 
 Император Японии
- Стратон II 
 25 до н.э.—10 
 Индо-греческий царь
- Тонмёнсон 
 (Ко Чжумон) 
 37 до н.э.—19 до н.э. 
 Тхэван Когурё